# Pablo Bouza
Pablo Bouza (Rosario, 9 maggio 1973) è un ex rugbista a 15 e allenatore di rugby a 15 argentino, il cui ruolo era di seconda o terza linea. Dal 2023 commissario tecnico della nazionale spagnola.

## Biografia
Cresciuto e militante nel Duendes Rugby Club, facente parte dell'Unione rugbistica provinciale di Rosario, con tale squadra vinse il torneo Nacional de Clubes del 2004 prima di diventare professionista; ebbe una breve carriera professionistica in Europa, prima nei londinesi Harlequins in National Division One, la (allora) seconda divisione inglese; a fine stagione la squadra guadagnò l'accesso alla Premiership, e Bouza si trasferì al Leeds Carnegie, di nuovo in seconda divisione, con il quale nel 2007 conquistò la sua seconda promozione consecutiva in massima serie.
Esordì in Nazionale argentina nel 1996 nel corso di un incontro valido per il Sudamericano 1995; pur prendendo parte alle qualificazioni per la Coppa del Mondo di rugby 1999 non fu poi convocato per il torneo: dal 1998 al 2002 non disputò infatti match internazionali; partecipò tuttavia alla Coppa del Mondo di rugby 2003 in Australia.
Fece anche parte della squadra che disputò i test pre-mondiali in occasione della Coppa del Mondo di rugby 2007, ma il C.T. Marcelo Loffreda non lo inserì nella lista dei convocati.
Nel 2008, terminato il contratto con il Leeds, tornò in Argentina per disputare la sua ultima stagione agonistica nella squadra provinciale dell'unione rugbistica di Rosario nel Campionato Argentino.

## Palmarès

### Giocatore
- Campionati sudamericani: 5
Argentina: 1995, 1997, 2002, 2003, 2006
- Nacional de Clubes: 1
Duendes: 2004

### Allenatore
- Super Rugby Americas: 2
Peñarol: 2022, 2023